# Front de libération nationale français
Pour les articles homonymes, voir Front de libération nationale.
Le Front de Libération nationale français est l'appellation utilisée pour revendiquer plusieurs attentats contre le Club Méditerranée à la fin des années 1970.

## Actions
- 11 juin 1978 : trois bombes explosent tôt le matin au siège du Club Méditerranée à Paris. Le gardien est blessé. Le texte de revendication dit : « Nos attaques successives contre le Club Méditerranée ne sont qu'un acte de résistance à l'occupation juive. De 350 000 en 1939, ils sont maintenant, après les « camps de la mort », un million[1],[2]. »